# Expedição 52
Expedição 52 foi uma expedição à Estação Espacial Internacional realizada entre 2 de junho e 2 de setembro de 2017. Foi iniciada  com a desacoplagem da nave Soyuz MS-03 levando a tripulação da missão anterior e deixando a bordo três de seus atuais integrantes. Ela contou com seis tripulantes, três norte-americanos, dois russos e um italiano, retornando ao número padrão  interrompido na expedição anterior que contou apenas com cinco, por decisão da Roscosmos, a agência espacial russa, de manter menos cosmonautas russos simultaneamente no espaço. Por causa desta interrupção e de maneira a retornar ao número original de seis por expedição, a astronauta norte-americana Peggy Whitson continuou a bordo da ISS onde se encontrava desde a Expedição 50, completando assim três expedições sucessivas na estação. Os três últimos integrantes da expedição foram lançados do Cosmódromo de Baikonur na nave Soyuz MS-05 em 28 de julho de 2017, completando o número previsto de seis. Encerrou-se com a desacoplagem da Soyuz MS-04.

## Tripulação
| Posição             | Primeira parte (Junho até julho de 2017) | Segunda parte (Julho até setembro de 2017) |
| ------------------- | ---------------------------------------- | ------------------------------------------ |
| Comandante          | Fyodor Yurchikhin                        | Fyodor Yurchikhin                          |
| Engenheiro de voo 1 | Jack Fischer                             | Jack Fischer                               |
| Engenheira de voo 2 | Peggy Whitson                            | Peggy Whitson                              |
| Engenheiro de voo 3 |                                          | Randy Bresnik                              |
| Engenheiro de voo 4 |                                          | Sergei Ryazansky                           |
| Engenheiro de voo 5 |                                          | Paolo Nespoli                              |

## Insígnia
A insígnia da missão mostra a Terra cercada por uma imaginária constelação no formato de uma casa, que retrata o lema do emblema: A Terra é a nossa casa. É o nosso precioso berço que deve ser preservado para todas as futuras gerações. A casa de estrelas toca a Lua reconhecendo os primeiros passos que já foram dados lá, enquanto Marte não está muito longe, logo adiante da estação espacial simbolizada pelo número da missão em algarismos romanos, LII. Os planetas Júpiter e Saturno, em órbitas mais distantes, simbolizam a exploração humana do espaço profundo, que começará em anos vindouros. Um pequeno satélite Sputnik é visto circulando a Terra na mesma órbita da ISS , fazendo a ponte entre o início da exploração espacial e os dias de hoje: a Exepdição 52 foi lançada em 2017, sessenta anos após a subida do pioneiro satélite soviético ao espaço. A tripulação dividida em dois grupos nas bordas da insígnia significa o par de naves Soyuz que lançaram os astronautas até à estação.

## Missão
As principais áreas exploradas pelas experiências desta expedição foram a astrofísica, biologia e biotecnologia. Foi pesquisada uma nova droga para combater a osteoporose e estudados os efeitos adversos ao coração pela longa exposição no espaço, realizados estudos sobre a física das estrelas de nêutrons e feita uma demonstração por pesquisadores de painéis solares mais eficientes. Uma caminhada espacial foi realizada pelos cosmonautas russos Yurchikhin e Ryazanski, durante a qual, entre outras atividades de manutenção e experiências, lançaram ao espaço cinco nano satélites, um deles tipo Sputinik chamado  "Zerkalo", em homenagem aos 60 anos do lançamento do Sputnik original. Durante a expedição, a ISS foi visitada por três naves não-tripuladas,  duas norte-americanas, tipo SpaceX, e uma russa, tipo Progress.

## Galeria

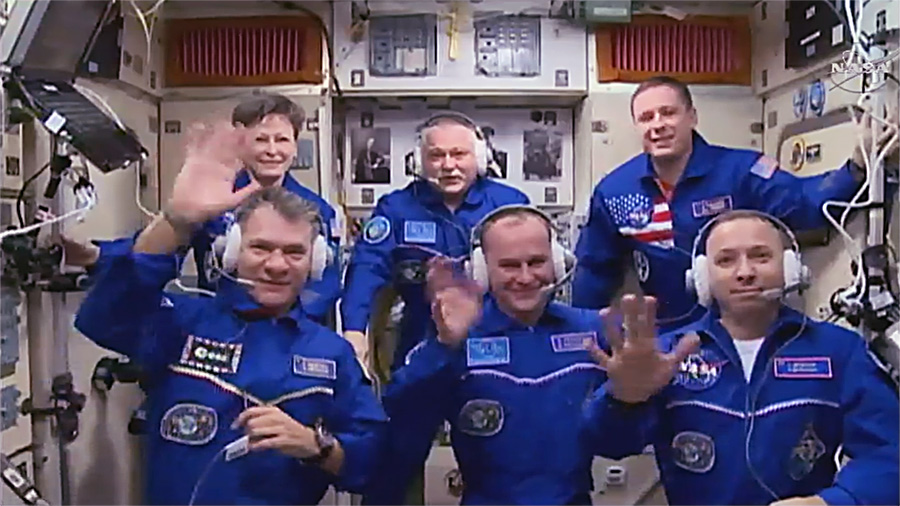
Tripulação completa fala com a Terra depois da chegada da Soyuz MS-05.
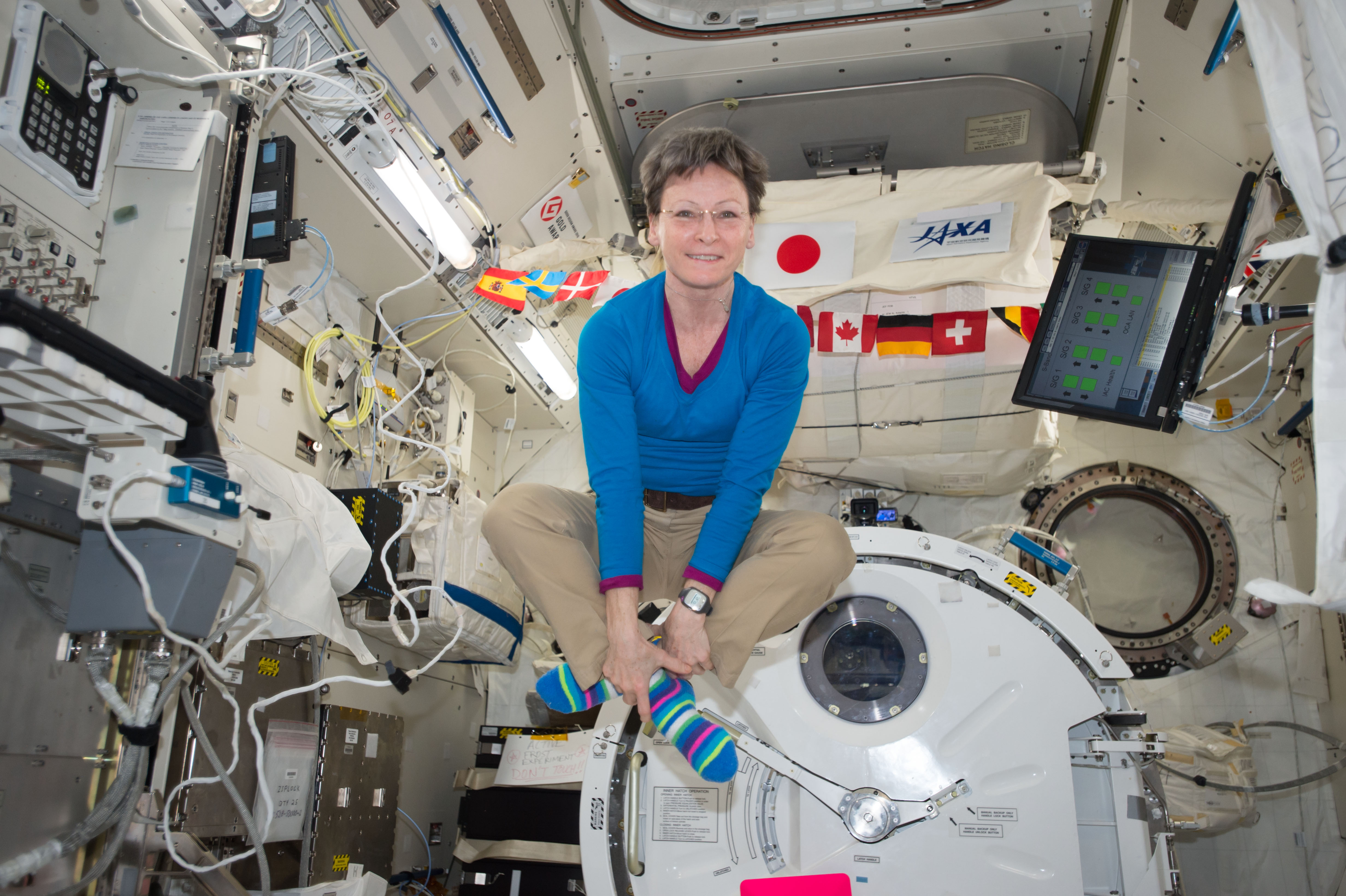
Peggy Whitson flutua no módulo japonês Kibo.
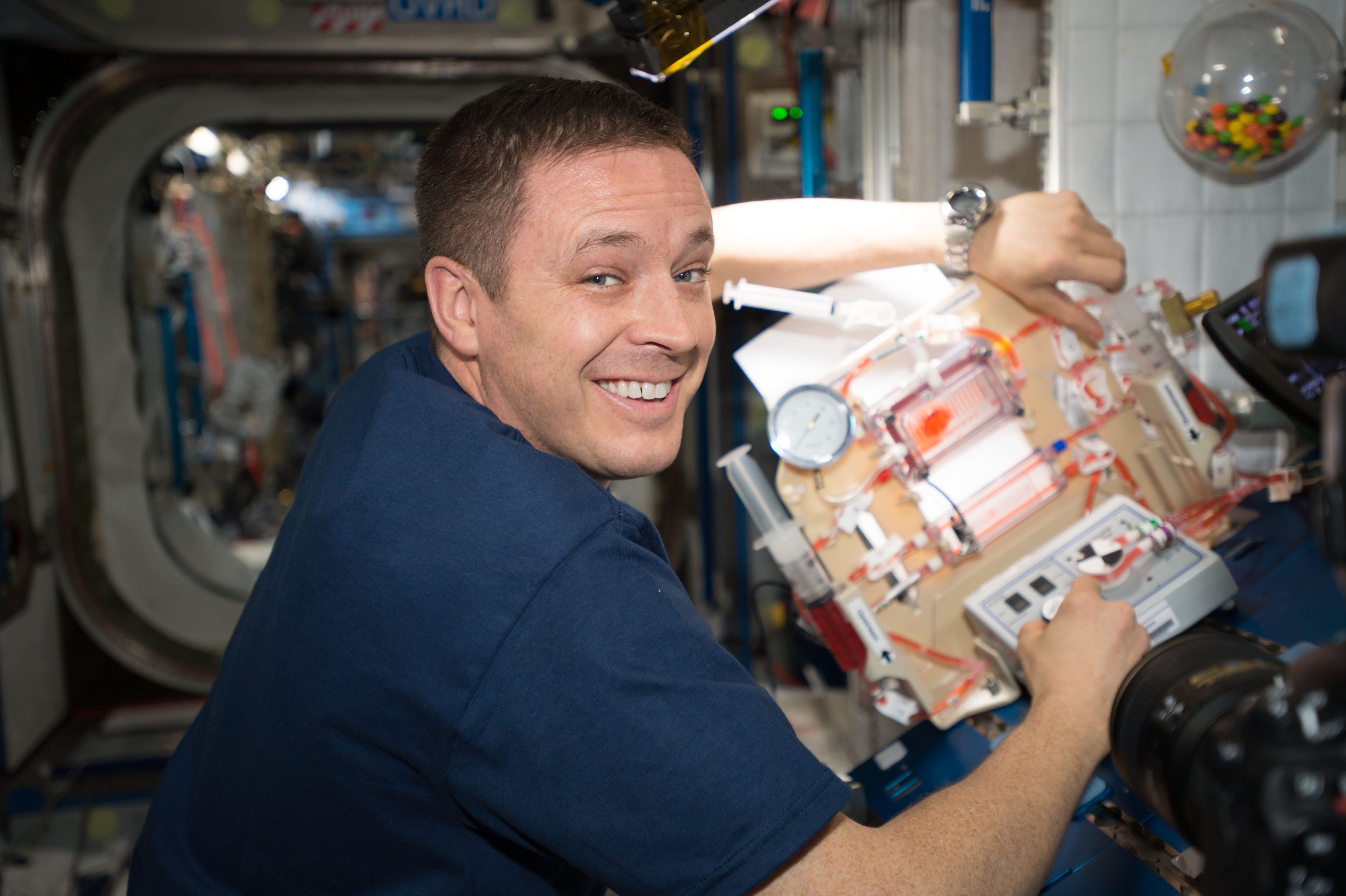
Jack Fisher trabalha no módulo Harmony.
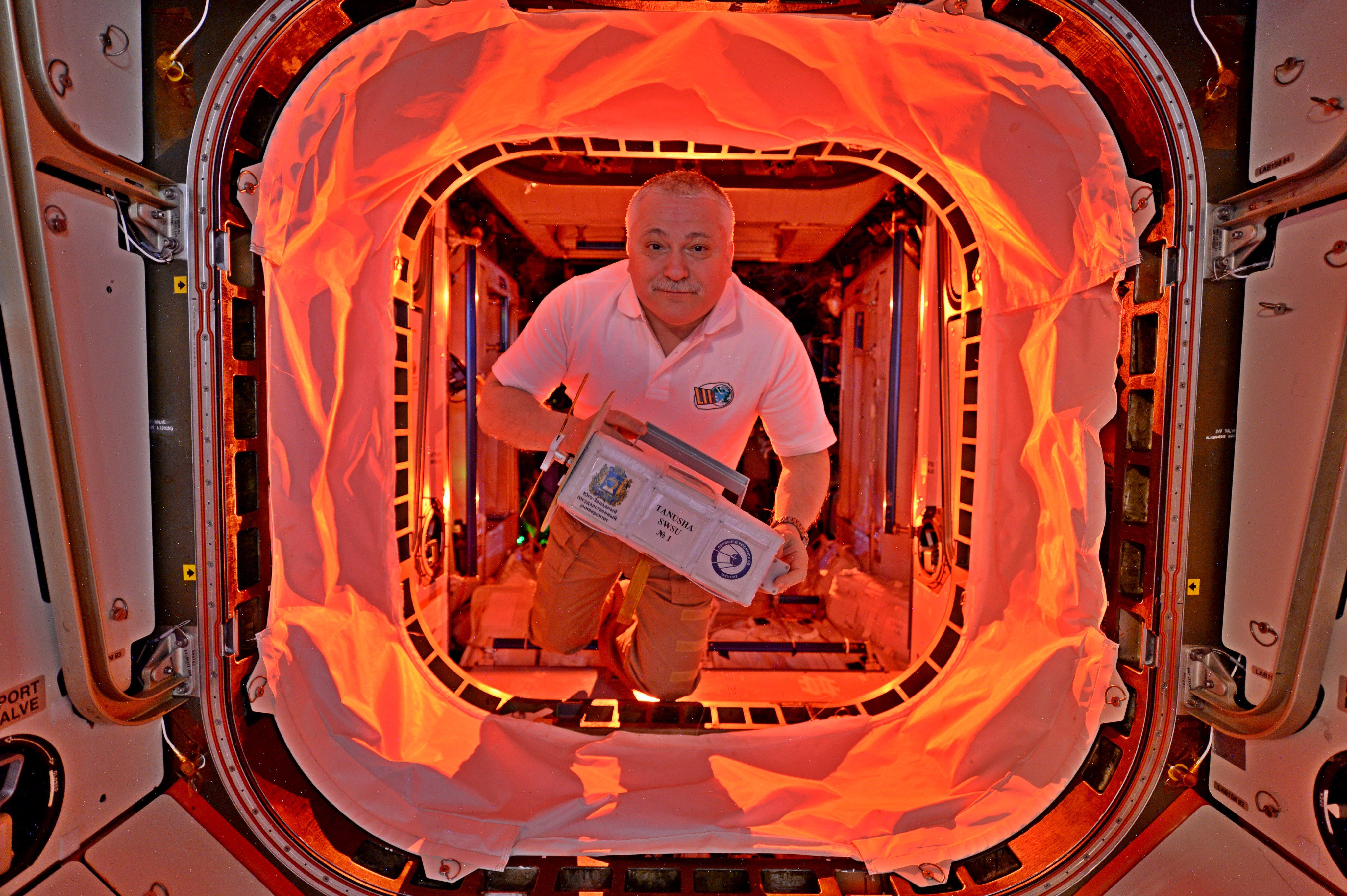
Yurchikhin com o cubo-satélite Tanusha-1.
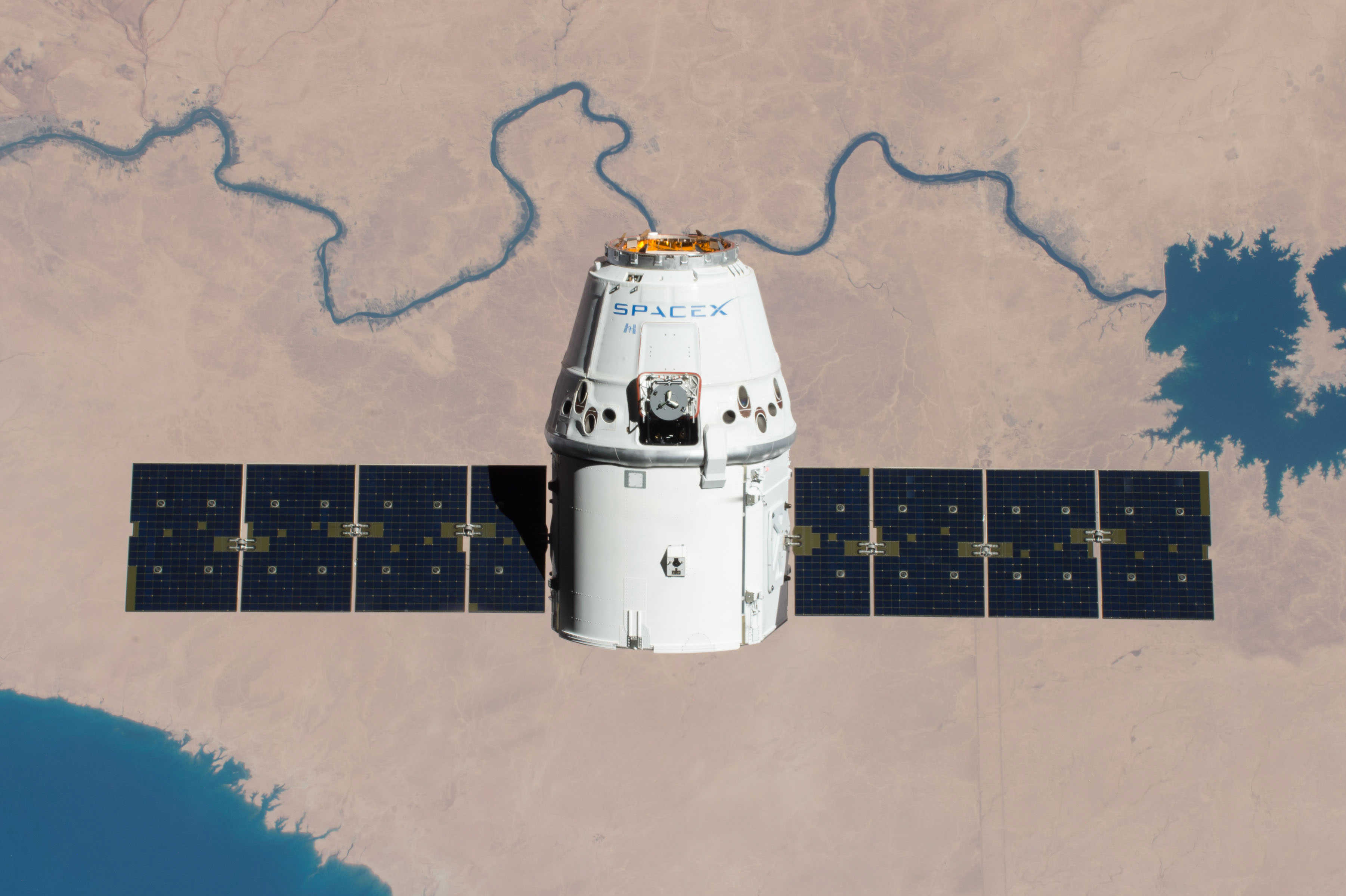
O SpaceX CRS-11 Dragon se aproximando da ISS.
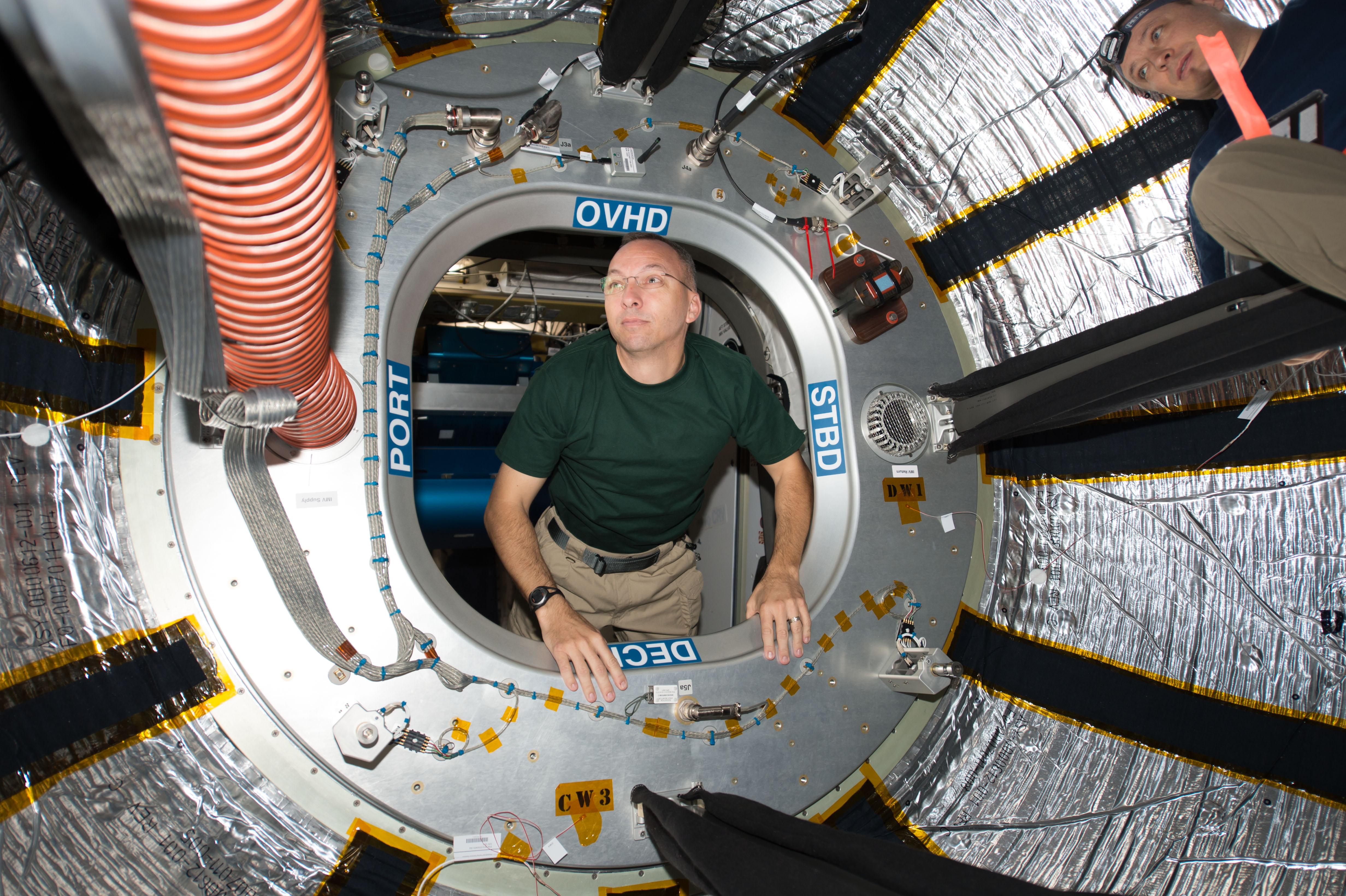
Bresnik e Fischer no módulo BEAM.